# Servicio de Inteligencia Argentino
El Servicio de Inteligencia Argentino (SIA) es un organismo de inteligencia que funciona bajo la órbita de la Secretaría de Inteligencia del Estado, por lo que forma parte del Sistema de Inteligencia Nacional (SIN). Su deber es integrar las capacidades locales dentro del ciclo de inteligencia exterior para así recopilar información e inteligencia y poder facilitar la toma de decisiones del Poder Ejecutivo Nacional. Su función también comprende el desarrollo de un esquema de cooperación con servicios de inteligencia extranjeros de países cuyos intereses extranjeros estén relacionados con los de Argentina para así poder consolidar la proyección internacional del país.
Fue creada en julio de 2024 en reemplazo de la Agencia Federal de Inteligencia (AFI) por el presidente Javier Milei.
Si bien el Director de la agencia ha sido oficializado por la Oficina del Presidente de la República Argentina, su designación aún no se ha publicado en el Boletín Oficial de la República Argentina. 

## Antecedentes y fundamentos
Parte de una reforma estructural del Sistema de Inteligencia Nacional, el Servicio de Inteligencia Argentino es introducido por el Gobierno de Javier Milei con el fin de reemplazar a la Agencia Federal de Inteligencia. Esta última, según explica la Oficina del Presidente de la República Argentina en su cuenta oficial de la red social X, y según se fundamenta en el Boletín Oficial, no había cumplido con las expectativas de su trabajo, siendo ineficiente en el uso de su presupuesto y fallando en el desarrollo de sus actividades. Tal es así, que hechos como el intento de magnicidio a la entonces Vicepresidente de la Nación Cristina Fernández de Kirchner pasaron inadvertidos por la principal agencia de inteligencia de la nación. 

## Autoridades
La autoridad máxima del Servicio de Inteligencia Argentino es el Director.

### Directores
| N.º | Director                 | Partido | Partido       | Periodo                      | Presidente   |
| --- | ------------------------ | ------- | ------------- | ---------------------------- | ------------ |
| 1   | Alejandro Walter Colombo |         | Independiente | 15 de julio de 2024-presente | Javier Milei |

## Emblemas
- Emblemas de SIA